# Strychnos erichsonii
Strychnos erichsonii là một loài thực vật có hoa trong họ Mã tiền. Loài này được M.R.Schomb. ex Progel miêu tả khoa học đầu tiên năm 1868.